# 삼등과장
삼등과장(三等課長, A Sectional Chief Of The Third Class)은 한국에서 제작된 이봉래 감독의 1961년 코미디, 멜로/로맨스 영화이다. 김승호 등이 주연으로 출연하였고 이봉래 등이 제작에 참여하였다.

## 출연

### 주연
- 김승호
- 도금봉
- 황정순
- 박성대
- 윤인자

### 조연
- 안성기

## 제작진
- 조명: 박창호
- 녹음: 손인호
- 미술: 서원